# Ђорђе Вајферт
Ђорђе Вајферт (Панчево, 15. јул 1850 — Београд, 12. јануар 1937) био је српски индустријалац, гувернер Народне банке и добротвор.

## Биографија
Ђорђе Вајферт, од оца Игњата и мајке Ане, родио се у Панчеву. Живео је у имућној панчевачкој породици индустријалаца. Панчево је тада било мало погранично место на ушћу реке Тамиш у Дунав, насељено претежно Србима, Немцима и Мађарима. Са друге стране границе преко Дунава је лежао град Београд, комерцијални центар и главни град поново успостављене Краљевине Србије.
Вајфертов деда се доселио у Панчево почетком 19. века, тражећи своју срећу прво као трговац, а затим и као произвођач пива. Да би ојачао своје предузеће послао је свог сина Игњата у Минхен да би радио у тамошњим пиварама и изучавао занат, што је Игњат и радио у пивари Спатенбрау. После Игњатовог повратка граде још већу пивару која постаје највећа на Балкану, и која је постојала све до 2008. године.
Током 1865. године Вајфертови изнајмљују постојећу пивару у Београду, да би почели и тамо са производњом, да би избегли трошкове транспорта и царине приликом довожења панчевачког пива за Београд.
Ђорђе Вајферт је у Панчеву похађао немачку основну школу и мађарску средњу школу, после чега га отац шаље у Будимпешту у Трговачку академију на даље школовање. После тога Ђорђе одлази на усавршавање у Вајенштофен, поред Минхена, где апсолвира Велику пиварску школу. После дипломирања 1872. године, Ђорђе одлази у Београд да би помогао оцу у послу и заједно граде нову пивару на Топчидерском брду.
Ђорђе Вајферт се 1873. године оженио Маријом Гиснер.
Као велики добротвори, отворили су велико панчевачко католичко гробље, где су и данас посмртни остаци чланова породице Вајферт. Такође су из свог фонда саградили панчевачку католичку Цркву Свете Ане и још многе друге јавне и добротворне установе.
Вајферт је био слободни зидар. Био је представник велике масонске ложе Југославија.

## Прелазак у Србију
Ђорђе Вајферт је отишао из Панчева (тада Аустроугарска) за Београд 1872. године и одмах се активно укључио у јавни живот поново успостављене Кнежевине Србије. Годину дана пре избијања Српско-турског рата 1876-78, Ђорђе Вајферт је поклонио новац из фонда за куповину топова за српску армију. Током рата Вајферт се придружио српској војсци као добровољац и био је у служби при коњици. За показано јунаштво у српској војсци примио је орден за храброст. По његовој жељи, од свих медаља и признања које је добијао за живота, једино је ова медаља заједно са њим отишла у гроб.
Вајферт није био члан ниједне политичке партије, увек се трудио да служи као баланс у узбурканом политичком животу тадашње Србије. Један од примера је и Тимочка буна, побуна против краља Милана Обреновића 1883. године. Велики број српских политичара је тада био ухапшен и суочен са смртном казном. Вајферт је тада тражио аудијенцију код краља и тражио да се смртне казне замене за временске, што је оправдавао престанком даљњег крвопролића у Тимоку а самим тим и у Србији.

## Добротвор
Током 1893. године Ђорђе Вајферт је основао фонд краљ Стеван Дечански, добротворну организацију која се бринула за глувонему децу и омогућавала им школовање и укључивање у редован нормалан живот. Ђорђе Вајферт је не само основао овај фонд већ је био и главни финансијер и као такав је носио титулу почасног председника.
Током Првог балканског рата, 1912. године Вајферт је платио за 60.000 векни хлеба које су биле даване најсиромашнијим породицама у Београду.
За време Првог светског рата, Србија је била окупирана од стране Аустроугара, а Ђорђе Вајферт је те ратне године провео на југу Француске, одакле је према ситуацији и могућностима слао помоћ Србији. После рата, Вајферт се вратио у Београд да помогне у поновној изградњи порушеног града.
Током 1921. године заједно са Единбуршким одбором шкотских жена и Лондонским одбором шкотских жена оснива Болницу за жену и дете у Београду, за коју је поклонио 20.000 квадрата земљишта на Топчидерском брду. Вајферт је такође поклонио земљиште за изградњу клуба Београдско женско друштво Поред осталих добротворних активности вредно је такође још поменути донацију коју је Вајферт дао за изградњу зграде Српске академије науке и уметности
Дана 9. септембра 1923. је поклонио своју нумизматичку збирку, са 14.114 комада новца. у којој је сједињена збирка његовог оца и брата, Београдском универзитету. Колекцију златних, сребрних и бронзаних медаља је поклонио Народном музеју, а велику колекцију скица и старих слика Београда Музеју града Београда. "Цео Београд" је обележио његову "педесетогодишњицу делања" 16. септембра 1923.
Ватрогасној институцији је поклонио особиту пажњу и од 1921. је био председник Банатског ватрогасног удружења. Добитник је многих одликовања. Између осталог, био је почасни председник панчевачке Пучке банке и вршачког ватрогасног удружења. На њега данас подсећају и две зграде у Панчеву изграђене о његовом трошку: Анина црква из 1922/23. године, и портална зграда на панчевачком католичком гробљу, изграђена 1924. године.
Преминуо је 12. јануара 1937. године, у 17.20 часова у својој вили у Београду. Опело је одржано у панчевачкој католичкој Цркви Св. Ане 14. јануара, а 15. је сахрањен на панчевачком католичком гробљу. Наследио га је сестрић Фердинанд Грамберг.
Додељен му је Орден Светог Саве, Краљевски орден Белог орла и Краљевски орден Карађорђеве звезде. Проглашен је за почасног грађанина Панчева.

## Привредник и економиста
Преузео је пивару коју је његов отац (Игњат Вајферт) сазидао код „Мостара“ у Београду, а коју је касније јако проширио.
Купио је рудник мрког угља код Костолца, рудник бакра у Бору и рудник каменог у Подвису, чему придолази још и златни рудник у Светој Ани, те је на тај начин постао творац модерног рударства у Србији.
Након неколико година експлоатације Борског рудника, постао је један од најбогатијих индустријалаца у Србији. Део добити је усмерио на отварање пивара у Сремској Митровици и Нишу.
Један је од оснивача Народне банке Србије. Од 1890. он је гувернер, те стекао великих заслуга у одржању вредности динара и олакшању кредитних послова у Србији. Гувернер је био у периоду 1890-1902 и 1912-1926, укупно 26 година. Године 1915. у Првом светском рату, комплетан трезор банке је пребацио у Марсеј, где је банка наставила да ради током рата. Извео је и претварање народне банке у емисиону установу Краљевине СХС, као и замену круна у динаре. Био је доживотни почасни гувернер банке.
Био је и председник Управног одбора Самосталне монополске управе Краљевине Србије у периоду 1895—1900. година.
Волео је тркачке коње. Омиљени коњ му је био Фантаст. Улагао је доста у ергеле и коњички спорт.
Ђорђе је дарежљиви мецена културних и хуманих установа и пријатељ наука, скупљао је стари новац.
У своје време био је највећи индустријалац у Југославији.

## Наслеђе
Његов лик налази се на новчаници од 1000 динара, као и на кованици од 20 динара искованој 2010. године.
Некадашња Улица Огњена Прице на Врачару у Београду од 2004. године носи име по Ђорђу Вајферту.
У Костолцу је током 2022. откривена Вајфертова спомен-биста.
О њему је написана ТВ серија и књига „Сага о Вајферту“.

## Галерија
- Ђорђе Вајферт 1900.
- Ђорђе Вајферт 1909.
- Вајфертова пивара
- Римокатоличка црква Свете Ане у Панчеву, задужбина Вајферта
- Гробница Вајфертових у Панчеву
- Пивске кригле из Вајфертове пиваре у Панчеву
- Умрлица оца Ђорђа Вајферта, Игњата
- Захвалност Ђорђа Вајферта које је 8. јануара 1911. упутио свима који су му изјавили саучешће због преминулог оца